# 格蘭傑斯 (北卡羅萊納州)
格蘭傑斯（英語：Graingers）是位於美國北卡羅萊納州勒諾縣的普查規定居民點。

## 人口
根據2020年美國人口普查的數據，格蘭傑斯的面積為4.28平方千米，皆為陸地。當地共有人口229人，而人口密度為每平方千米53.5人。